# Smith Center (Kansas)

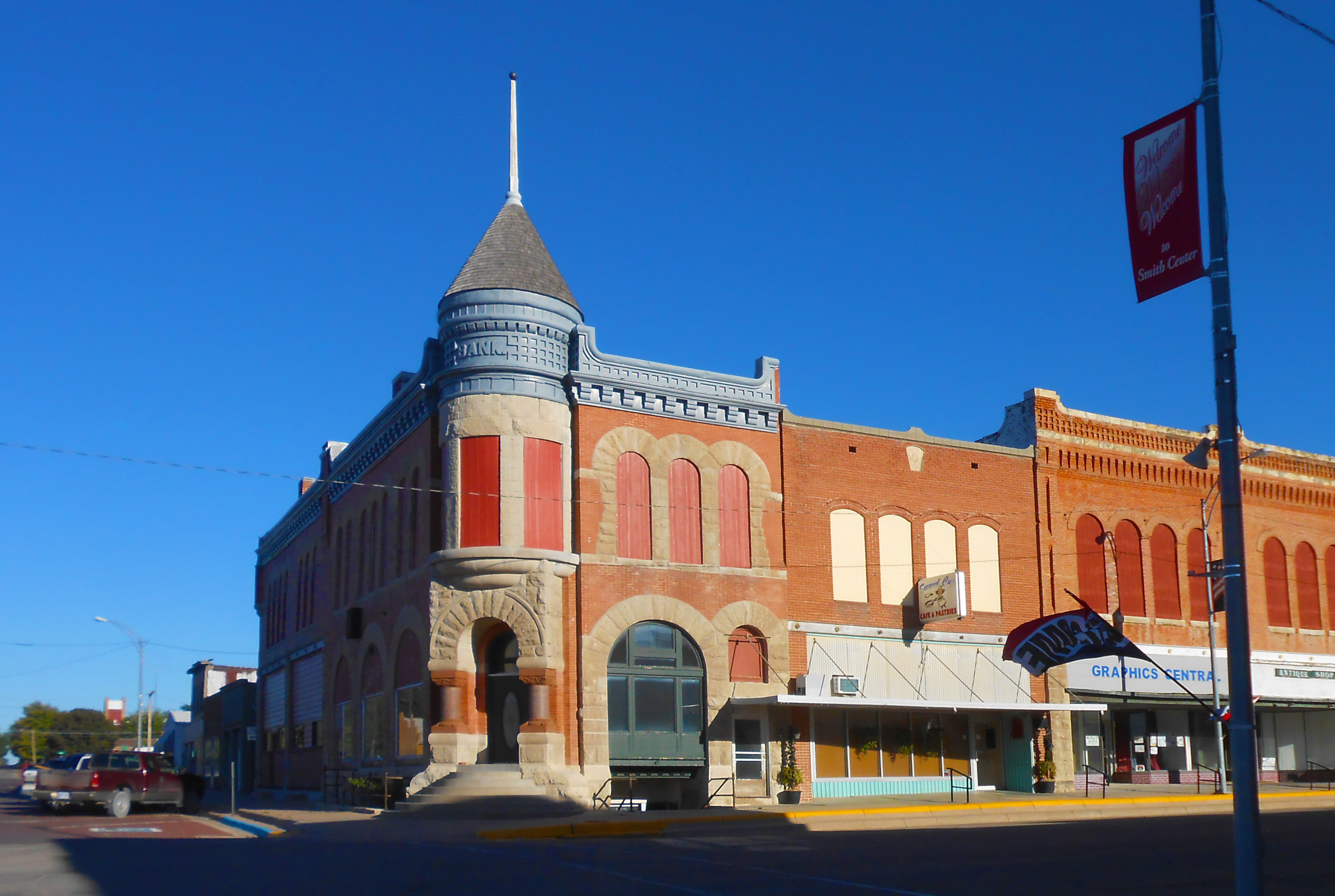
Smith Center, First National Bank (2013)

Smith Center ist eine US-amerikanische Ortschaft im Smith County im US-Bundesstaat Kansas. Das U.S. Census Bureau hat bei der Volkszählung 2020 eine Einwohnerzahl von 1571 ermittelt.
Der größte Arbeitgeber ist Peterson Industries.
Der Ort ist bekannt für seine erfolgreiche Footballmannschaft, die dreimal in Folge die Bundesstaat-Meisterschaft gewinnen konnte.

## Persönlichkeiten
- Roscoe „Fatty“ Arbuckle (1887–1933), Schauspieler und Regisseur
- Albert Frederick 'Jud' Wagner, Veteran aus dem Ersten Weltkrieg
- Steve Tasker (* 1962), Footballspieler